# Sgòr an Lochain Uaine

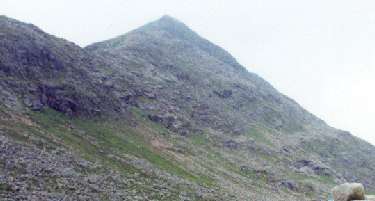
Der Gipfel des Sgor an Lochain Uaine, vom Kar An Garbh Coire aus gesehen.

Der Sgor an Lochain Uaine (gälisch für Spitze über dem kleinen grünen Bergsee) ist ein Berg in den Cairngorms im Hochland von Schottland. Der Gipfel ist die dritthöchste Erhebung im westlichen Massiv der Cairngorms und liegt zwischen Braeriach und Cairn Toul westlich des Passes Lairig Ghru. Erst 1997 wurde der Berg in die Liste der Munros aufgenommen, als der Scottish Mountaineering Club seine Berglisten überarbeitete.
Der Sgor an Lochain Uaine ist ein abseits gelegener Berg. Alle Routen zum Gipfel gelten gemäß schottischem Standard als lange Tagestouren. Üblicherweise wird er in Verbindung mit anderen Gipfeln begangen: Bei der Besteigung von Süden aus in Verbindung mit dem Cairn Toul und The Devil’s Point, wohingegen auf der nördlichen Route zunächst der Braeriach überschritten werden muss. Die südliche Route, die an der Stromschnelle Linn of Dee des Flusses Dee nahe der Ortschaft Braemar beginnt, kann für einen großen Teil der Strecke mit Mountain-Bikes befahren werden.

## Namensgebung
Der Name des Berges bezieht sich auf den Bergsee im nordöstlich des Gipfels gelegenen Kar, der gälisch An Lochaon Uaine (in etwa: kleiner grüner See) heißt. Mitunter wird der Berg auch Angel’s Peak (dt. Engelsspitze) genannt, so zum Beispiel auf den Ordnance-Survey-Karten. Dieser Name kam jedoch erst im 19. Jahrhundert auf, wohl im Bezug zum nahe gelegenen The Devil’s Point.